# Ischigualastia jenseni
Ischigualastia jenseni és una espècie extinta de dicinodont de la família dels stahleckèrids (o, segons altres classificacions, dels kannemeyèrids) que va viure al Carnià del Triàsic superior. Les seves restes fòssils es van trobar a la formació d'Ischigualasto de l'Argentina. Es considera més gran que el seu parent més tardà i famós Placerias, que podia arribar als 3,5 metres de longitud i a pesar dues tones. A diferència de Placerias, no presentava ullals. Era un quadrúpede herbívor gros, molt comú a la base de la formació d'Ischigualasto.